# Rudolf Caracciola
Otto Wilhelm Rudolf Caracciola, detto Rudi (Remagen, 30 gennaio 1901 – Kassel, 28 settembre 1959), è stato un pilota automobilistico tedesco con cittadinanza svizzera di origini italiane.

## Biografia
Rudolf Caracciola nacque il 30 gennaio 1901 a Remagen, in Germania, quarto figlio di Maximilian e Mathilda, che gestivano l'hotel Fürstenberg. I suoi antenati erano migrati da Napoli in Germania durante la guerra dei trent'anni stabilendosi in Renania, dove il principe Bartolomeo Caracciolo (nipote del maresciallo di campo dell'esercito spagnolo Tommaso Caracciolo, duca di Roccarainola) comandava la Fortezza di Ehrenbreitstein vicino a Coblenza.
Primo pilota ad essere soprannominato "Il mago della pioggia", cominciò con la Mercedes-Benz nel 1922. Nei successivi tre anni vinse numerose gare nelle categorie minori e nelle corse in salita, a livello locale e nazionale.
Nel 1926 vinse il primo Gran Premio di Germania sul circuito dell'AVUS davanti a 500.000 spettatori. Nel 1928 rivinse il GP di Germania, stavolta al Nürburgring, alternandosi alla guida con Christian Werner.
Altro risultato storico fu la vittoria nella Mille Miglia del 1931, la prima ottenuta da un non-italiano e rimasta unica fino a quella di Stirling Moss nel 1955. Quell'anno vinse anche l'Eifelrennen, poi all'Avus, e per la terza voltail Gran Premio di Germania.
Nel 1932, stante il momentaneo ritiro della Mercedes, Caracciola firmò per l'Alfa Romeo, e rivinse il GP di Germania, poi i GP di Monza e di Leopoli (Polonia).
Nel 1933 su una Alfa Romeo privata ebbe un incidente molto serio al Gran Premio di Monaco, che lo lasciò con una gamba più corta dell'altra. Durante la convalescenza subì la perdita della moglie Charly uccisa da una valanga.
Caracciola si ristabilì e tornò alle gare nel corso del 1934, di nuovo con la rientrante squadra della Mercedes-Benz, fino a vincere per 3 volte il Campionato Europeo Grand Prix, titolo equivalente all'attuale Mondiale di F1, nel 1935, nel 1937 e nel 1938. In quegli anni di battaglie tra le vetture tedesche (Mercedes e Auto-Union) e italiane, Caracciola fu uno dei simboli di quell'era insieme al compatriota Bernd Rosemeyer ed all'italiano Tazio Nuvolari, ed ebbe come compagni di squadra Fagioli, Brauchitsch, Lang e Seaman.
Proverbiale fu la sua intesa professionale con Alfred Neubauer, il direttore sportivo Mercedes, che li portò a numerosi successi.
Dopo un 1934 di progressivo recupero psicofisico, il pilota tedesco tornò ai vertici dell'automobilismo mondiale.

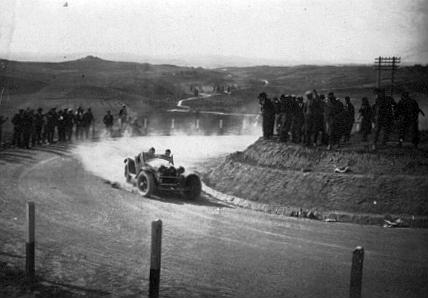
Mille Miglia 1932 - Vettura n. 115, Caracciola-Bonini (mecc.)

Il 1935 fu probabilmente la miglior stagione di Caracciola, che vinse i GP di Tripoli, Eifel, Francia, Belgio, Svizzera e Spagna, ottenendo il suo primo titolo di Campione d'Europa Grand Prix.
Nel 1936 la Mercedes soffrì pesantemente la scarsa competitività del modello W25K. Tuttavia Caracciola vinse a Monaco ed a Tunisi, prima di arrendersi alle difficoltà tecniche della squadra.
Nel 1937 la Mercedes presentò il nuovo modello W 125, con cui Caracciola rivinse il titolo Europeo vincendo i GP di Germania, Svizzera, Italia e Brno (Cecoslovacchia).
Nel 1938 Caracciola vinse per la terza e ultima volta il Campionato Europeo Grand Prix, con le vittorie alla Coppa Acerbo (Pescara) ed al Gran Premio di Svizzera.
Prima dello scoppio della seconda guerra mondiale, Caracciola nel 1939 vinse per la sesta volta il Gran Premio di Germania. Il suo compagno Hermann Lang dominò la stagione vincendo numerose competizioni, prima che il conflitto mondiale mettesse fine a tutto.
Caracciola stabilì diversi primati di velocità su strada, uno dei quali fu ottenuto il 28 gennaio 1938 sulla Mercedes-Benz Streamliner con motore V12 da oltre 750 CV: su un tratto dell'autostrada Francoforte-Darmstadt raggiunse i 432,692 km/h di media sulla distanza del chilometro lanciato. (Questo record fu da lui detenuto fino al ottobre del 2017, quando la Koenigsegg Agera R raggiunse la velocità di 447 km/h). Pochi minuti dopo, sulla medesima strada, tentando di migliorare il primato appena stabilito da Caracciola, il suo rivale e connazionale Bernd Rosemeyer perse la vita su un prototipo Auto Union.
Dopo aver trascorso gli anni della seconda guerra mondiale in esilio a Lugano in Svizzera, Caracciola tornò a gareggiare alla fine degli anni quaranta, ma era ormai impossibile raggiungere i risultati di prima della guerra.
Si cimentò alla 500 miglia di Indianapolis nel 1946, ma un serio incidente in prova gli impedì la partecipazione.
Corse ancora per la Mercedes disputando nuovamente la Mille Miglia nel 1952, arrivando quarto a 51 anni. Sempre nel 1952, un ulteriore incidente durante una gara Sport a Berna segnò la fine della sua trentennale carriera.
Morì per una malattia al fegato nel 1959 e fu sepolto nel cimitero di Castagnola, a Lugano.

## Palmarès
- Campionato europeo di automobilismo (1935, 1937 e 1938)
- Campionato europeo della montagna - Sport (1930, 1931)
- Campionato europeo della montagna - Corsa (1933)
- Gran Premio del Belgio (1935)
- Gran Premio di Monaco (1936)
- Gran Premio di Francia (1935)
- Gran Premio di Germania (1926, 1928, 1931, 1932, 1937 e 1939)
- Gran Premio d'Italia (1934 e 1937)
- Gran Premio di Spagna (1935)
- Gran Premio di Svizzera (1935, 1937 e 1938)
- Mille Miglia (1931)

## Risultati
Campionato europeo di automobilismo
(Legenda) N.B. Le gare in grassetto indicano una pole position mentre quelle in corsivo indicano il giro più veloce in gara.
| Anno | Squadra         | Costruttore   | 1       | 2       | 3       | 4     | 5     | 6       | 7     | Posizione | Punti |
| ---- | --------------- | ------------- | ------- | ------- | ------- | ----- | ----- | ------- | ----- | --------- | ----- |
| 1931 | Squadra privata | Mercedes-Benz | ITA     | FRA Ret | BEL     |       |       |         |       | 46º       | 22    |
| 1932 | Alfa Corse      | Alfa Romeo    | ITA NC  | FRA 3   | GER 1   |       |       |         |       | 3º        | 9     |
| 1935 | Daimler-Benz AG | Mercedes-Benz | MON Ret | FRA 1   | BEL 1   | GER 3 | SUI 1 | ITA Ret | ESP 1 | 1º        | 17    |
| 1936 | Daimler-Benz AG | Mercedes-Benz | MON 1   | GER Ret | SUI Ret | ITA   |       |         |       | 6º        | 22    |
| 1937 | Daimler-Benz AG | Mercedes-Benz | BEL     | GER 1   | MON 2   | SUI 1 | ITA 1 |         |       | 1º        | 13    |
| 1938 | Daimler-Benz AG | Mercedes-Benz | FRA 2   | GER 2   | SUI 1   | ITA 3 |       |         |       | 1º        | 8     |
| 1939 | Daimler-Benz AG | Mercedes-Benz | BEL Ret | FRA Ret | GER 1   | SUI 2 |       |         |       | 3º        | 17    |

## Statistiche e record
Nel 1932 ha fatto parte della Squadra Ufficiale Alfa Romeo insieme a Nuvolari, Campari e Borzacchini.
Tra le varie categorie, Caracciola totalizzò 149 vittorie, 20 secondi posti e 12 terzi.
Ha vinto 26 Gran Premi, di cui 11 valevoli anche per i Campionati Europei Grand Prix.
Detiene tuttora il record del maggior numero di affermazioni nel Gran Premio di Germania, con 6 vittorie.
Oltre ai tre già citati Campionati Europei Grand Prix (1935, 1937, 1938, tutti su Mercedes), Caracciola vinse anche tre Campionati Europei della Montagna: nel 1930 e 1931 su Mercedes nella categoria Sport, e nel 1932 su Alfa nella categoria GP.
È stato per 3 volte Campione di Germania (1935, 1937, 1939).